# ジェイ・マヌエル
ジェイ・マヌエル（Jay Manuel、1972年8月14日 - ）はカナダのメイクアップアーティスト、モデル。イリノイ州スプリングフィールド出身。